# Кинтеро, Альберто (футболист)
Альберто Абдиэль Кинтеро Медина (исп. Alberto Abdiel Quintero Medina; род. 18 декабря 1987[…], Панама) — панамский футболист, полузащитник клуба «Пласа Амадор» и сборной Панамы.

## Клубная карьера
Кинтеро — воспитанник клуба «Чоррильо». Отыграв два сезона в чемпионате Панамы и показав отличную для полузащитника результативность, переехал в Испанию, куда его позвал с собой Карлос Гарсия Кантареро. Его первой командой стала «Торрельяно-Ильисе» из одного из низших дивизионов первенства Испании. В 2009 году Альберто перешёл в «Картахену». 5 сентября в матче против «Райо Вальекано» он дебютировал в Сегунде. Всего через пару недель в поединке против «Бетиса» Кинтеро подвергся оскорблениям на расовой почве со стороны болельщиков команды соперника.
По окончании сезона Альберто перешёл в «Онтеньенте». 19 сентября в матче против «Сантбоя» он дебютировал за новый клуб. Кинтеро не смог толком адаптироваться в Испании и по окончании сезона вернулся в «Чоррильо».
Он сразу же был отдан в аренду в колумбийский «Индепендьенте Медельин». 5 февраля 2012 года в матче против «Энвигадо» Альберто дебютировал в Кубке Мустанга. После окончания срока аренды он вернулся в Панаму. Через полгода Кинтеро получил приглашение от мексиканского «Лобос БУАП». 25 августа 2013 года в поединке против «Селайи» он дебютировал в Лиге Ассенсо. Не сумев закрепиться в основе Альберто сменил Лобос на «Мериду», а затем на «Минерос де Сакатекас», но нигде толком не смог себя проявить. В начале 2015 года Кинтеро вернулся в БУАП. 16 января в поединке против «Селайи» он забил свой первый гол в Мексике.
24 февраля 2016 года Кинтеро на правах аренды до конца сезона перешёл в американский «Сан-Хосе Эртквейкс». 6 марта в матче против «Колорадо Рэпидз» он дебютировал в MLS. 10 апреля в поединке против «Далласа» Альберто забил свой первый гол за «Сан-Хосе Эртквейкс».
В начале 2017 года Кинтеро перешёл в перуанский «Университарио». 12 марта в матче против «Спорт Уанкайо» он дебютировал в перуанской Примере. 16 апреля в поединке против «Альянса Лима» Альберто забил свой первый гол за «Университарио».

## Международная карьера
В 2007 году в составе молодёжной сборной Панамы Кинтеро принял участие в молодёжном чемпионате мира в Канаде.
23 августа того же года в товарищеском матче против сборной Гватемалы он дебютировал за сборную Панамы. 29 марта 2011 года в поединке против сборной Кубы Альберто забил свой первый гол за национальную сборную.
В 2011 году Кинтеро принял участие в розыгрыше Золотого кубка КОНКАКАФ. На турнире он принял участие в поединках против команд Сальвадора, Гваделупы, Канады и дважды США.
В 2013 году Альберто помог сборной выйти в финал Золотого кубка КОНКАКАФ. На турнире он сыграл в матчах против сборных Мартиники, США, Кубы и дважды сборных Мексики.
В 2015 году Альберто во второй раз стал бронзовым призёром Золотого кубка КОНКАКАФ. На турнире он сыграл в матчах против сборных Гаити, Гондураса, Тринидада и Тобаго, Мексики и дважды США. В поединке против гаитян Кинтеро забил гол.
В 2016 году Кинтеро попал в заявку сборной на участие в Кубке Америки в США. На турнире он сыграл в матчах против команд Чили, Боливии и Аргентины.
В мае 2018 года Кинтеро был включён в состав панамской сборной на предстоящий Чемпионат мира в России. Однако, в товарищеском матче с Норвегией 6 июня сломал ногу, из-за чего выбыл из заявки и был заменён на Рикардо Авилу.
В 2019 году Кинтеро был включён в состав сборной Панамы на Золотой кубок КОНКАКАФ.

### Голы за сборную Панамы
| #   | Дата           | Место                                      | Противник | Счёт | Результат | Соревнование                      |
| --- | -------------- | ------------------------------------------ | --------- | ---- | --------- | --------------------------------- |
| 01. | 29 марта 2011  | Педро Марреро, Гавана, Куба                | Куба      | 0:2  | 0:2       | Товарищеский матч                 |
| 02. | 30 мая 2011    | Роммель Фернандес, Панама, Панама          | Гренада   | 2:0  | 2:0       | Товарищеский матч                 |
| 03. | 25 января 2013 | Национальный стадион, Сан-Хосе, Коста-Рика | Гватемала | 1:3  | 1:3       | Центральноамериканский кубок 2013 |
| 04. | 8 июля 2015    | Тойота Стэдиум, Даллас, США                | Гаити     | 2:0  | 2:0       | Золотой кубок КОНКАКАФ 2015       |

## Достижения
Командные
«Чоррильо»
- Чемпионат Панамы — Апертура 2011

«Торрельяно-Ильисе»
- Региональ Преференте — 2008/09

Международные
Панама
- Серебряный призёр Золотого кубка КОНКАКАФ — 2013, 2023
- Бронзовый призёр Золотого кубка КОНКАКАФ — 2011, 2015